# السعداب
السعداب هم أكبر فروع قبيلة الجعليين، استوطنو في ولاية نهر النيل بين الشلال السادس (السبلوقة) حجر العسل، إلى منطقة أبو حمد. ومدينة شندي هي عاصمتهم التاريخية بجانب مدينة المتمة. يمتهنون الزراعة والتجارة، وانتشر كثير منهم في مختلف مدن السودان كما هاجر بعضهم إلى دول الخليج لكن لا يزال مركزهم بمحافظة المتمة قريتا (أم سقد، والهوبجي).

## الحكم
حكم السعداب لفترات طويلة لمدة تزيد على قرنين (1588م إلى 1821م)، وينتهي نسبهم إلى العباس بن عبد المطلب:
من الستة وهم آخر ملوك (مك) وهم إدريس (أبو دريع) وبشارة والفحل ونمر وكمبلاوي ودياب أبناء عبد السلام (الفتلوب) بن إدريس التولي بن سليمان العدار بن دياب البرنس بن سعد أبو دبوس (قيل أنه رجل صالح) بن عبد السلام بن عبد المعبود بن عدلان (وله إخوة وهم نافع ونفيع وجابر وجبير وعبد العال ومسلم) بن عرمان بن ضواب بن غانم بن حميدان بن صبح أبو مرخه بن مسمار بن سرار بن السلطان حسن كردم (جاء إلى السودان من الكوفة) بن أبو الديس قضاعة بن عبد الله بن حرقان بن مسروق بن أحمد بن إبراهيم جعل بن إدريس بن قيس بن يمن بن عدنان بن قصاص بن كرب بن محمد هاطل بن أحمد ياطل بن محمد ذو الكلاع بن سعد بن الفضل بن العباس بن محمد بن علي بن عبد الله بن العباس بن عبد المطلب.
سليمان العدار (7سنوات)	1608م-1615م	
إدريس بن سليمان (35 سنه)	1615م-1650م	
المك عبد السلام (سنه)	1650م-1651م	
الفحل بن عبد السلام (15سنه)	1651م-1666م	
إدريس عبد السلام (6سنه)1666م-1672م	
دياب عبد السلام (12)سنه	1672م-1684م	
كمبلاوي عبد السلام (3)سنوات	1684م-1687م	
بشارة عبد السلام (7)سنوات	1687م-1694م	
سليمان بن سالم (15سنه)	1694م-1709م	
سعد الثاني (أخوه) (سنتين)	1709م-1711م	
إدريس الثالث (20سنه)	1711م-1731م	قتله الفونج
سعد إدريس الثالث (40سنه)	1731م-1771م	قتله الجعليين
مساعد إدريس الثالث (13سنه)	1771م-1784م	
مساعد سعد إدريس (سنه14)	1784م-1797م	
المك محمد (سنه13)	1798م-1810م	
انتهى حكم السعداب بعد التدخل التركي للسودان بعد معارك ضارية